# Manuel López Cañamaque
Manuel Juan López Cañamaque (Cádiz, 6 de mayo de 1882 - Ib., 30 de agosto de 1953) fue un músico español.

## Biografía
Cañamaque nació en Cádiz, en el número 28 de la calle Pasquín. Fue hijo de José López García y de María de la Concepción Cañamaque Flores. Debido a un defecto de la piel de su cara, con manchas de viruela, fue apodado Caracorcho. Nunca contrajo matrimonio, pero tuvo un hijo al que reconoció y que llevaría sus propios nombre y apellidos.
Con apenas cinco años ingresó en la Escuela Católica de Nuestra Señora del Rosario. Durante el tiempo que pasó en esta escuela demostró una gran capacidad para asimilar las materias que le impartían, al mismo tiempo que desarrolló una extraordinaria inquietud por la música, inquietud que se incrementaba año tras año. Por ese motivo, su padre le compró una bandurria de segunda mano en un baratillo. Durante una serie de años simultáneo los estudios con su gran afición a la música. 
Entre 1897 y 1899 estudió en el Instituto Columela de Cádiz. En 1901 ingresa en la estudiantina del Centro Obrero de la Compañía Trasatlántica, que en su primera época estaba compuesta por cuarenta miembros. Estaba dirigida por el violinista Antonio Rivas Ruiz. Las clases eran diarias por lo que pronto llegó a dominar con destreza la bandurria y otros instrumentos de cuerdas.
En su juventud ejerció en diversas actividades, todas ellas muy efímeras, ya que no se adaptaba a la disciplina de normas y horarios. En 1909, junto a su hermano Fermín, abrió una carbonería, en la que permaneció también muy poco tiempo. En junio de ese mismo año solicitó el ingreso como conductor en la Compañía de Tranvías, cuya solicitud le fue aceptada. Hizo un período de prácticas para posteriormente prestar servicio en dicha empresa. En octubre de 1909 dejó el empleo tras un pequeño incidente con uno de los tranvías que conducía, al que se le fueron los frenos

Conduciendo el tranvía que bajaba por la calle de San Juan de Dios, en dirección al casco interior de la ciudad, se le fueron los frenos y el vehículo llegó hasta uno de los extremos de la Plaza de San Juan de Dios, logrando pararlo frente al bar La Pila Vieja. El susto que pasaron los viajeros fue enorme y Cañamaque, nervioso y con la cara blanca, se acercó al cobrador y le entregó su gorra, con estas palabras: ...si el trabajo es salud y da estos sobresaltos, prefiero estar enfermo...

Meses después se dedicaría en su domicilio a dar clases particulares de bandurria. Tampoco esta actividad le era muy rentable, por lo que al poco tiempo la abandonó, dedicándose a partir de entonces a dar conciertos por los bares y cafés junto a su amigo Joaquín Palomino. 
En 1926 participó en un concurso de cuentos que organizaba la revista gaditana gráfica de literatura y actualidades Bromas y Veras, con un cuento que tituló Un Testamento Curioso, que no consiguió premio alguno sí que fue publicado en la citada revista. Durante los años 1931-1933 colaboró en la prensa local con artículos costumbristas que titulaba Carnavalerías, donde satirizaba la vida cotidiana y sucesos de la ciudad. 
Durante varios años simultaneó los conciertos por los bares con las creaciones carnavalescas, lo que le proporcionaría los ingresos necesarios para sus sustento. Así seguiría hasta su fallecimiento, que ocurrió el 30 de agosto de 1953, en su casa de la Calle de las Navas, número 20. En las fiestas típicas, así llamadas en 1954, varios autores dedicaron en sus respectivas agrupaciones, letras dedicadas a su vida y obra. 
Le fue concedido el antifaz de oro, a título póstumo, en 1981, que fue recogido por su hijo y por su nieta. La Sociedad Filatélica Gaditana le dedicó un matasellos conmemorativo durante la Exposición Exfilándalus'88 que circuló durante los días 15 al 20 de febrero de 1988.
En 1983 el Ayuntamiento de Cádiz a propuesta de Ricardo Moreno Criado, colocó una lápida a su memoria en la finca número 28 de la calle Pasquín donde nació. Igualmente, el Ayuntamiento gaditano rotuló una calle con su nombre.

## Aportación alcarnaval gaditano
En 1904 se incorpora como bandurria en otra formación instrumental, llamada Tuna Gaditana, dirigida por Bartolomé Llompart, con la que participó en el concurso oficial de agrupaciones de ese año, obteniendo el segundo premio de su modalidad. 
En 1905 es el propio Antonio Rodríguez, el tío de la tiza, quien lo convence para que salga en la orquesta de su coro Los Anticuarios. El concurso de ese año se celebraría en el quiosco instalado en el Parque Genovés, donde conseguirían el primer premio. El traslado del tío de la tiza a Sevilla hace que Cañamaque no participe en el Carnaval gaditano durante varios años.
A partir de 1910 empieza a colaborar con otros autores, poniéndole la música y la letra a muchas agrupaciones, llegando a sacar en el año 1935 hasta ocho agrupaciones, convirtiéndose es uno de los autores más prolíficos del Carnaval gaditano, junto con Agustín González, El Chimenea. Ese mismo año de 1935 consiguió un total de siete premios en el Concurso, cosa que hasta el momento no ha conseguido ningún otro autor.
Comprometido con su tiempo, Cañamaque tomaba partido en sus letras defendiendo la democracia y aquellos valores que consideraba básicos para la libertad. Defendió a la clase trabajadora. Criticó y satirizó a la clase política cuando ésta no cumplía con sus promesas. Denunció la hipocresía social y la defensa de privilegios, basándose en cualquier ideología.

### Palmarés
| Año  | Agrupación                                             | Modalidad                        | Participación           |
| ---- | ------------------------------------------------------ | -------------------------------- | ----------------------- |
| 1904 | Tuna gaditana                                          | Estudiantina                     | Componente              |
| 1905 | Los anticuarios                                        | Coro                             | Componente              |
| 1910 | Los pierrots                                           | Coro en carroza                  | Autor de la letra       |
| 1911 | Los boticarios                                         | Coro en carroza                  | Componente              |
| 1911 | Los niños modelo                                       | Murga                            | Autor de la letra       |
| 1912 | Las grandes marcas del papel de fumar                  | Murga                            | Autor de la letra       |
| 1913 | Los apaches parisienses                                | Murga a pie                      | Autor de música         |
| 1914 | Los trovadores                                         | Coro en carroza                  | Autor de letra y música |
| 1914 | Las Petit's Criollas                                   | Murga femenina                   | Autor de música         |
| 1915 | Los abanicos de Luis XV                                | Coro en carroza                  | Autor de letra y música |
| 1915 | Los gondoleros de Venecia                              | Coro en carroza                  | Autor de letra          |
| 1916 | Los genios o La fuente misteriosa                      | Coro en carroza                  | Autor de letra          |
| 1917 | Los espadachines escoceses                             | Coro a pie                       | Autor de música         |
| 1919 | Trío Chaniteclé                                        | Trío                             | Autor de letra y música |
| 1920 | Las notas musicales                                    | Murga                            | Autor de letra y música |
| 1923 | Los guardias montaraces                                | Coro en carroza                  | Autor de letra y música |
| 1925 | Los Rampers filarmónicos                               | Murga                            | Autor de letra y música |
| 1925 | Pérez y sus víctimas                                   | Murga                            | Autor de letra y música |
| 1925 | Fantomas o La banda de los 13                          | Coro en carroza                  | Autor de letra y música |
| 1926 | Los esquimales groenlandeses                           | Coro en carroza                  | Autor de letra y música |
| 1927 | Los monos amaestrados                                  | Murga                            | Autor de letra y música |
| 1927 | Los pelotaris                                          | Coro en carroza                  | Autor de letra y música |
| 1928 | Agustina de Aragón y sus chisperos                     | Coro en carroza                  | Autor de letra y música |
| 1928 | Las Flores                                             | Coro en carroza                  | Autor de letra y música |
| 1928 | Los boxeadores de pesos pesados                        | Murga                            | Autor de letra y música |
| 1929 | Los tontos de capirote                                 | Coro a pie                       | Autor de música         |
| 1929 | Los niños de Bienvenida y su cuadrilla                 | Murga                            | Autor de letra y música |
| 1929 | Los jefes indios                                       | Coro en carroza                  | Autor de letra y música |
| 1930 | Reaparición de los Rampers                             | Murga                            | Autor de letra y música |
| 1930 | Los hijos del moro Juan o Murga moruna                 | Murga                            | Autor de letra y música |
| 1931 | Los cojos de Chicago                                   | Murga                            | Autor de letra y música |
| 1931 | Charanga lugareña                                      | Murga                            | Autor de letra y música |
| 1932 | Los tragabolas o Los malos de Cañamaque                | Murga                            | Autor de letra y música |
| 1932 | Los guardacalles del norte                             | Murga                            | Autor de letra y música |
| 1932 | Los Decapitadores                                      | Coro en carroza                  | Autor de letra y música |
| 1932 | Los Gauchos                                            | Coro a pie                       | Autor de letra y música |
| 1932 | Los gramolistas fulminantes                            | Quinteto                         | Autor de letra y música |
| 1933 | Los oradores cómicos y parodistas de tangos argentinos | Trío                             | Autor de música         |
| 1933 | Reaparición de la Murga del siglo XX                   | Murga                            | Autor de música         |
| 1933 | Los zapateros criticones                               | Murga                            | Autor de letra y música |
| 1933 | Los amos de Cádiz                                      | Murga                            | Autor de letra y música |
| 1934 | Los herbolarios o Vendedores de hierbas medicinales    | Chirigota                        | Autor de letra y música |
| 1934 | Los nuevos laceros                                     | Chirigota                        | Autor de letra y música |
| 1934 | Gran diario de papel                                   | Chirigota                        | Autor de letra y música |
| 1934 | Los quitapelusas                                       | Chirigota                        | Autor de letra y música |
| 1934 | Los vendedores de erizos                               | Chirigota                        | Autor de letra y música |
| 1935 | Los pastores de la Tía Norica                          | Cuarteto                         | Autor de letra y música |
| 1935 | Orquestina senegalesa                                  | Chirigota                        | Autor de letra y música |
| 1935 | Los cocheros                                           | Chirigota                        | Autor de letra y música |
| 1935 | Los repartidores de pan antiguos                       | Chirigota                        | Autor de letra y música |
| 1935 | Los lañaores o Los gitanos lañaores                    | Chirigota                        | Autor de letra y música |
| 1935 | El carnaval muere o Los viejos demócratas              | Coro a pie                       | Autor de letra y música |
| 1935 | Los afiladores                                         | Chirigota                        | Autor de letra y música |
| 1935 | Los pamplis                                            | Coro en carroza                  | Autor de letra y música |
| 1936 | Los fantasmas de...                                    | Chirigota                        | Autor de letra y música |
| 1936 | Los nipones                                            | Chirigota                        | Autor de letra y música |
| 1936 | Los papanatas                                          | Coro a pie                       | Autor de letra y música |
| 1936 | Los silleros                                           | Chirigota                        | Autor de letra y música |
| 1936 | Los cazadores inofensivos                              | Chirigota                        | Autor de letra y música |
| 1948 | Los chicucos                                           | Chirigota                        | Autor de letra y música |
| 1948 | Piñata gaditana                                        | Coro en carroza                  | Autor de la letra       |
| 1949 | Los nicanores de papel                                 | Chirigota                        | Autor de letra y música |
| 1949 | Los arrumbadores                                       | Coro en carroza                  | Autor de la letra       |
| 1950 | Los sonámbulos                                         | Coro en carroza                  | Autor de letra y música |
| 1950 | Los ñáñigos                                            | Chirigota                        | Autor de letra y música |
| 1950 | Los salineros                                          | Coro en carroza                  | Coautor de letra        |
| 1951 | Reaparición de los esquimales groenlandeses            | Coro en carroza                  | Autor de letra y música |
| 1951 | Los vendedores de prensa                               | Chirigota                        | Coautor de letra        |
| 1952 | Los guerreros del castillo X                           | Coro en carroza                  | Coautor de letra        |
| 1953 | Las castañuelas                                        | Conjunto coral femenino infantil | Autor de letra          |

### Otros premios
- Antifaz de Oro: 1981